# Сангуэса (комарка)
Сангуэса (исп. Comarca de Sangüesa) — историческая область и район (комарка) в Испании, находится в провинции Наварра.

## Местоположение
Комарка площадью 467 км² расположена в восточной части провинции Наварра. Её пересекает река Арагон.

## Муниципалитеты
Комарка включает в себя 12 муниципалитетов:
1. Айбар
2. Гальипьенсо
3. Еса
4. Каседа
5. Леаче
6. Льедена
7. Петилья-де-Арагон
8. Сада
9. Сангуэса
10. Каседа
11. Эслава
12. Эспроги